# Tsao Chia-yi
Tsao Chia-yi (chinesisch 曹家怡, Pinyin Tsao Chiayi; * 2. Dezember 2003) ist eine taiwanische Tennisspielerin.

## Karriere
Tsao spielt vor allem Turniere der ITF Women’s World Tennis Tour, wo sie bislang 14 Doppeltitel gewinnen konnte. Ihren bislang größten Erfolg konnte sie am 15. Oktober 2023 beim WTA Hongkong feiern, den sie mit Tang Qianhui gegen Oksana Kalaschnikowa und Aljaksandra Sasnowitsch mit 7:5, 1:6, [11:9] gewann. 
Nach einem positiven Dopingtest auf die verbotene Substanz Methylephedrin wurde sie von der International Tennis Integrity Agency (ITIA) vom 1. März 2025 bis 28. Februar 2026 für ein Jahr gesperrt.

## Turniersiege

### Doppel
| Nr. | Datum              | Turnier  | Kategorie      | Belag             | Partnerin          | Finalgegnerinnen                             | Ergebnis          |
| --- | ------------------ | -------- | -------------- | ----------------- | ------------------ | -------------------------------------------- | ----------------- |
| 1.  | 14. Mai 2022       | Cancun   | ITF W15        | Hartplatz         | Saki Imamura       | Melissa Morales Andrea Weedon                | 6:3, 6:1          |
| 2.  | 17. September 2022 | Monastir | ITF W15        | Hartplatz         | Lee Ya-hsin        | Emilia Durska Camilla Zanolini               | 7:66, 6:4         |
| 3.  | 24. September 2022 | Monastir | ITF W15        | Hartplatz         | Lee Ya-hsin        | Abigail Amos Jaeda Daniel                    | 6:0, 6:1          |
| 4.  | 8. Oktober 2022    | Monastir | ITF W15        | Hartplatz         | Lee Ya-hsin        | Priska Madelyn Nugroho Wei Sijia             | 1:6, 6:1, [10:3]  |
| 5.  | 15. Oktober 2022   | Monastir | ITF W15        | Hartplatz         | Lee Ya-hsin        | Flavie Brugnone Stéphanie Visscher           | 6:4, 6:0          |
| 6.  | 22. Oktober 2022   | Monastir | ITF W15        | Hartplatz         | Lee Ya-hsin        | Hanne Vandewinkel Radka Zelníčková           | 6:2, 6:4          |
| 7.  | 19. November 2022  | Monastir | ITF W15        | Hartplatz         | Wu Fang-hsien      | Kamilla Bartone Bojana Marinković            | 6:0, 7:5          |
| 8.  | 26. November 2022  | Monastir | ITF W15        | Hartplatz         | Wu Fang-hsien      | Anastassija Gurjewa Vlada Mincheva           | 6:3, 6:4          |
| 9.  | 3. Dezember 2022   | Monastir | ITF W15        | Hartplatz         | Wu Fang-hsien      | Oana Gavrilă Emilie Lindh Gallagher          | 6:4, 6:3          |
| 10. | 26. März 2023      | Hinode   | ITF W15        | Hartplatz         | Akari Inoue        | Li Yu-yun Rinon Okuwaki                      | 6:4, 65:7, [10:5] |
| 11. | 24. Juni 2023      | Tainan   | ITF W25        | Sand              | Yang Ya-yi         | Monique Barry Lee Ya-hsin                    | 6:2, 6:2          |
| 12. | 23. September 2023 | Kyoto    | ITF W25        | Hartplatz (Halle) | Aoi Itō            | Hiromi Abe Anri Nagata                       | 6:2, 6:1          |
| 13. | 15. Oktober 2023   | Hongkong | WTA 250        | Hartplatz         | Tang Qianhui       | Oksana Kalaschnikowa Aljaksandra Sasnowitsch | 7:5, 1:6, [11:9]  |
| 14. | 9. März 2024       | Solarino | ITF W35        | Teppich           | Martyna Kubka      | Katarina Kozarov Weronika Miroschnitschenko  | 6:4, 6:2          |
| 15. | 6. April 2024      | Kashiwa  | ITF W50        | Hartplatz         | Ankita Raina       | Madeleine Brooks Eudice Chong                | 6:4, 6:4          |
| 16. | 14. Juli 2024      | Båstad   | WTA Challenger | Sand              | Peangtarn Plipuech | María Carlé Julia Riera                      | 7:5, 6:3          |